# フィーバーセブンフラッシュ
フィーバーセブンフラッシュは、2000年11月にSANKYOが発売した、特大のブラックリールに眩しいフラッシュ演出が特徴的なパチンコ機のシリーズ名。
CRフィーバーセブンフラッシュSPとCRフィーバーセブンフラッシュGPとフィーバーセブンフラッシュDXの3機種がある。

## 概要
ドラム型のデジパチ。アナログな出目演出に加えて、デジタル制御による多彩な演出を可能にした機種である。
ドラムは左→右→中の順に停止する。ドラムが停止した時に、有効ラインである横3本、斜め2本の5ライン上いずれかに同じ図柄が3つ揃えば大当たりとなる。
CR機は、8種類ある大当たり図柄のうち、4種類の7のいずれかが揃うと10000回転の確変に突入する。
7以外のトランプに描かれている図柄のいずれかが揃った場合は通常大当たりとなる。

現金機のフィーバーセブンフラッシュDXの場合は、全ての大当たり終了後に88回転の時短に突入する仕様となっている。

本機には、停止した図柄の並びによって期待度を示唆する「BJ（ブラックジャック）システム」が搭載されている。
チャンス目を用いた予告機能で、センターラインに特定の図柄が揃うとリーチに発展することがある。
リーチに発展した場合はチャンスアップとなるが、リーチに発展せずハズレとなる場合もある。
BJシステムは、色違いの7揃いか同じ絵札図柄2つとAが揃う「ブラックジャック型」、同じ色の図柄が3つ揃う「同色型」、
Jack•Queen•Kingの絵札図柄が3つ揃う「絵札型」の3パターンがある。
全部で76通りの成立パターンがあり、停止した出目の組み合わせで期待度が変化する。
リーチに発展した時点で大当たりが確定する鉄板パターンも存在する。
BJシステムは1つの保留玉で擬似連が発生する演出で、最大で8回まで続くことがある。
3連続で期待大で、4回以上連続すれば大当たりが確定する鉄板パターンとなる。
4回以上演出が連続するパターンのほか、絵札型からBJシステムが作動してリーチに発展した場合も同様に鉄板である。

盤面のデザインは1種類ではなく別バージョンも発売された。
CRフィーバーセブンフラッシュSPは、後ろにパチスロの筐体が描かれているデザインのバージョンもあり、
CRフィーバーセブンフラッシュGPは、ゴールドを基調としたデザインのバージョンもある。

## スペック
- CRフィーバーセブンフラッシュSP
  - 賞球数 5&12&15
  - 大当たり最高継続 15R（10カウント）
  - 大当たり確率 1/315.5
  - 確変中大当たり確率　1/63.1
  - 確変突入率　1/2
  - 確変期間　10000回転まで/リミッターなし
- CRフィーバーセブンフラッシュGP
  - 賞球数 5&12&15
  - 大当たり最高継続 13R（10カウント）
  - 大当たり確率 1/273.5
  - 確変中大当たり確率　1/54.7
  - 確変突入率　1/2
  - 確変期間　10000回転まで/リミッターなし
- フィーバーセブンフラッシュDX
  - 賞球数 5&10&13
  - 大当たり最高継続 16R（10カウント）
  - 大当たり確率 1/224.5
  - 時短回数　88回

## 図柄
- 赤7
- 白7
- 青7
- 緑7
- A
- Jack
- Queen
- King

## 演出
予告アクションはデジタル回転中に発生することがある。
- ストロボ予告

発展すれば期待度がアップする演出で、第1段階は左図柄停止時にフラッシュ、
第2段階は右図柄もフラッシュ、第3段階はドラム全体がフラッシュする。
最終的にバックランプが赤色に変わることもあり、その場合は大当たりが確定する。
- シグナル予告

バックランプが左→中→右と次々に赤く点滅をする
これらの予告アクションに、鐘の音が「カーン」と鳴る「ベル予告」が複合すればさらに期待度はアップする。

リーチアクションは大別すると3パターンに分かれる。
ドラム型では定番の中リールのみで演出するアクションの「シングルリール系」と、BJシステムから発展することが多い「ダブルリール系」と「トリプルリール系」がある。
ダブルリール系は、左右リールで演出するスーパーアクションで、トリプルリール系は、すべてのリールで演出する大迫力アクションである。

シングルリール系
- ノーマル

ブレーキ音とともに停止
- ハイスピード

ブレーキがきかず高速回転へ
- ロング

高速回転から再びスロー回転へ
- ステップ

ノーマルリーチがハズレてもコマ送りで再変動
- ステップチェンジ

コマ送りが小刻みに変化し、フラッシュすれば大当たり確定
- ミラクルステップ

コマ送りがハズレた後に発展し、ブルブルと変動し大当たりを引き寄せる
- アップダウン

コマ送りがハズレた後に発展し、大当たりライン付近をコマ送りで往復する
ツインリール系
- クロスステップ

左リールが上へ、右リールが下へコマ送りする
- ツインミラクルステップ

左右図柄が小刻みに接近する
- ドレミステップ

ハズレと思ったら音階に合わせてコマ送りになり、リーチへチェンジする
トリプルリール系
- プレステップ

左リールが上へ、中右リールが下へコマ送りになり、センターライン停止で大当たりになる
- ラストチャンス

枠外で揃うとチャンスで、突然大当たりになる

再抽選機能を搭載しているので、図柄が揃った後に通常図柄から確変図柄に昇格することがある。

再抽選演出中は、バックランプの色で期待度が異なる。バックランプが赤に変わると激熱パターンだが、
確変昇格が確定するわけではなく、そのまま通常大当たりとなることもある。それとは逆に、バックランプが消えても確変に昇格するパターンもある。

本機は、確変中の止め打ちによる効果が大きい。

小デジタル回転開始

↓

枠上のランプ点滅を目安（4〜5回）に打ち出し

↓

1回目の電チュー開放で打ち出し停止

↓

電チューが閉じたら打ち出し再開

↓

2回目の電チュー開放で打ち出し停止…

この手順を繰り返すことにより持ち玉が減ることを抑えられ、ストロークによっては出玉を増やしていくことも可能となる。

確変中は、ステージに玉が乗りにくい弱めのストロークにすると、電チューの開放タイミングが狙いやすくなる。
|                    | 通常時    | 確変時    |
| ------------------ | --------- | --------- |
| 小当たり確率       | 252/256   | 252/256   |
| 小デジタル回転時間 | 29.2秒    | 6.0秒     |
| 電チュー開放時間   | 0.2秒 1回 | 2.0秒 2回 |

## コンシューマ移植
- FEVER4～SANKYO公式パチンコシミュレーション(プレイステーション用)
  - 『FEVER4～SANKYO公式パチンコシミュレーション』(プレイステーション用、インターナショナルカードシステム、2001年3月8日発売、SLPS-03166、JAN-4997940201047)にCRフィーバーセブンフラッシュSP、CRフィーバーセブンフラッシュGP、フィーバーセブンフラッシュDXが収録。